# John F. Baldwin
John Finley Baldwin Jr. (ur. 28 czerwca 1915 w Oakland, zm. 9 marca 1966 w Waszyngtonie) – amerykański polityk, członek Partii Republikańskiej.

## Działalność polityczna
W okresie od 3 stycznia 1955 do 3 stycznia 1963 przez cztery kadencje był przedstawicielem 6. okręgu, a od 3 stycznia 1963 do śmierci 9 marca 1966 przez dwie kadencje był przedstawicielem 14. okręgu wyborczego w stanie Kalifornia w Izbie Reprezentantów Stanów Zjednoczonych. 